# Ecuadorianischer Sucre
Der Sucre ist die ehemalige Währung von Ecuador. Der Sucre wurde vom Banco Central del Ecuador, der Notenbank des Landes herausgegeben. Im September 2000 wurde der Sucre durch den US-Dollar als einzig gültiges Zahlungsmittel des Landes ersetzt. Der ISO-Code des Sucre war ECS. Ein Sucre war in hundert Centavos unterteilt.

## Geschichte

### Kolonialzeit
Die zur Zeit der Kolonialisierung Südamerikas auf dem Gebiet des heutigen Ecuadors von Inkas beherrschten Kulturen kannten keine Währung, der Handel basierte außerhalb des Inkareichs auf Tauschgeschäften. Innerhalb des Inkareichs basierte die Wirtschaft auf einem Kollektivsystem.
Mit den Spaniern wurde die erste Währung in Amerika eingeführt. Die spanischen Münzen basierten auf einem Achtersystem. Gebräuchlich waren Reales, Pesos (= 8 Silber-Reales), Escudos (= 2 Pesos) und Dublonen (= 2 Escudos).
Die erste amerikanische Münzstätte war die Casa de Moneda de Mexico (1535), die erste Münzstätte Südamerikas die Casa de Moneda de Lima (1565). Bis zur Unabhängigkeit wurden weitere Münzstätten in Potosí, Santa Fe de Bogotá, Cartagena, Caracas und Popayán (1821 verlegt nach Pasto) gegründet.
Nach der Unabhängigkeit der Republica de Colombia (Großkolumbien) wurde das spanische Währungssystem beibehalten. Da die lokalen Münzstätten die Nachfrage nicht befriedigen konnten, wurden auf dem Gebiet des heutigen Ecuador hauptsächlich peruanische, alte spanische und Münzen aus aller Welt verwendet.

### Casa de la Moneda de Quito
Aus dem Zerfall von Großkolumbien ging 1830 Ecuador als unabhängige Republik hervor. 1832 wurde die Casa de la Moneda de Quito gegründet. Bevor eigene Münzen geprägt wurden, wurden bereits kolumbianische Münzen mit den Initialen MDQ versehen und für den Umlauf in Ecuador legalisiert.
Die ersten in Quito geprägten Münzen benutzten weiterhin das spanische Achtersystem und das Wappen Kolumbiens mit der Bezeichnung „El Ecuador en Colombia“. 1836 werden die ersten Münzen mit der Bezeichnung República del Ecuador geprägt. Aufgrund der schlechten Prägequalität der Münzen waren sie kaum von den sich zunehmend im Umlauf befindenden Fälschungen unterscheidbar, was im Jahr 1842 sogar dazu führte, dass Fälschungen von der Regierung legalisiert wurden.
Ein 1856 beschlossenes Gesetz sah die Einführung des von Frankreich übernommenen Dezimalsystems mit einer Übergangsfrist bis 1866 vor. Aber 1858 wurden die letzten Reserven der Casa de la Moneda de Quito zur Herstellung von 5-Franc-Stücken aufgebraucht, worauf die Münzstätte geschlossen und der Franc zurückgezogen wurde.
Ab 1861 wurde der Banco de Guayaquil zur Herstellung von Münzen nach altem System autorisiert und mit der endgültigen Einführung des Dezimalsystems ab 1872 der Banco del Ecuador zur Herstellung von Centavos der Peso. In diese Zeit fallen auch die ersten Banknoten herausgegeben von verschiedenen Banken.

### Sucre

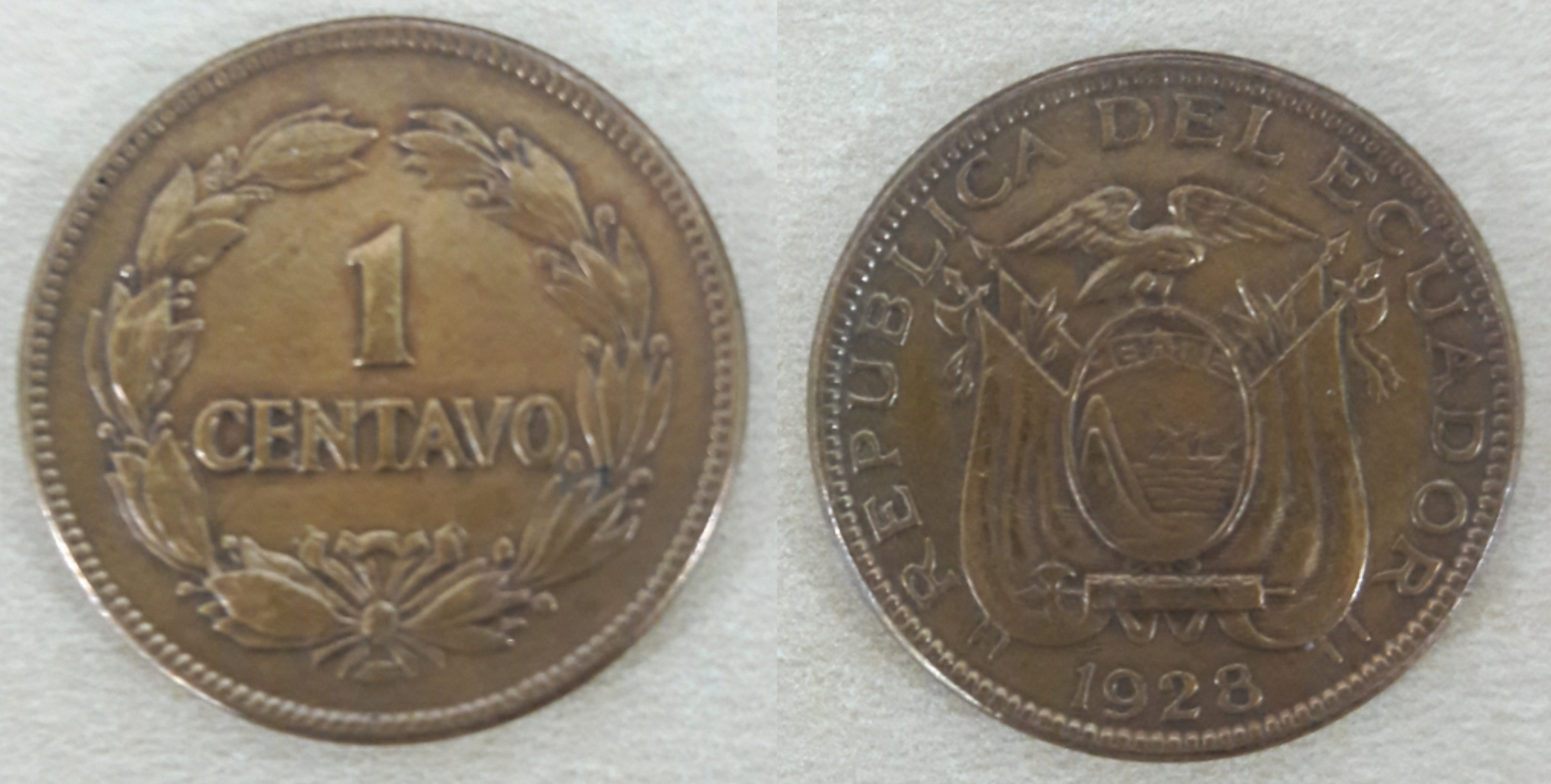

Der Sucre wurde am 22. März 1884 in Ecuador als Währung eingeführt. Er ist benannt nach Marschall Antonio José de Sucre, ein Mitstreiter Bolivars während der südamerikanischen Unabhängigkeitskämpfe. Sucre hat am 24. Mai 1822 in der Schlacht am Pichincha die spanischen Truppen geschlagen, die die Unabhängigkeit Quitos bzw. des Gebietes der Provinz Quito als kolonialem Vorläufer Ecuadors zur Folge hatte.
Verschiedene Banken wurden zur Herstellung von Sucres autorisiert. Die Münzen werden in Birmingham, Santiago de Chile, Lima oder Philadelphia geprägt. Ab 1898 wurde das Währungssystem an die Goldreserven gebunden, und es wurden Goldmünzen mit der Denomination Cóndor Ecuatoriano mit einem Wert von 10 Sucres geprägt.

### Privatnotenbanken
Seit dem Bankrott der Casa de la Moneda de Quito bis zur Gründung der Zentralbank wurden verschiedene Privatbanken zur Prägung von Münzen und Ausgabe von Banknoten autorisiert. Einige der Banken jener Zeit waren Banco de Descuento y Circulacion, Banco Internacional, Banco de Guayaquil, Banco del Ecuador und Banco Comercial y Agricola in Guayaquil und Banco Unión, Banco de Quito und Banco del Pichincha, die immer noch existiert, in Quito.
Nach dem Sturz und der späteren Ermordung von Eloy Alfaro kamen sehr wirtschaftsliberale Kräfte aus der Küstenregion, und damit faktisch die von ihnen betriebenen Banken, insbesondere in Guayaquil, an die Macht. Der Banco Comercial y Agrícola galt in den 1910er- und 1920er-Jahren als entscheidende Institution bei der Nominierung erfolgversprechender Präsidentschaftskandidaten. Die Banken stehen in der ecuadorianischen Historiographie in der Kritik, ohne Rückhalt in den Edelmetallreserven des Landes Münzen geprägt und Banknoten gedruckt zu haben, was Anfang der 1920er-Jahre zu einem totalen Zusammenbruch der ecuadorianischen Wirtschaft entscheidend beigetragen habe. 1925 wurde die Regierung durch einen Militärputsch, der als Julirevolution in die Geschichte einging, gestürzt. Im folgenden Jahr wurde Isidro Ayora zum neuen Präsidenten gewählt, der bereits zuvor als Teil einer von den Militärs eingesetzten Regierung fungierte.

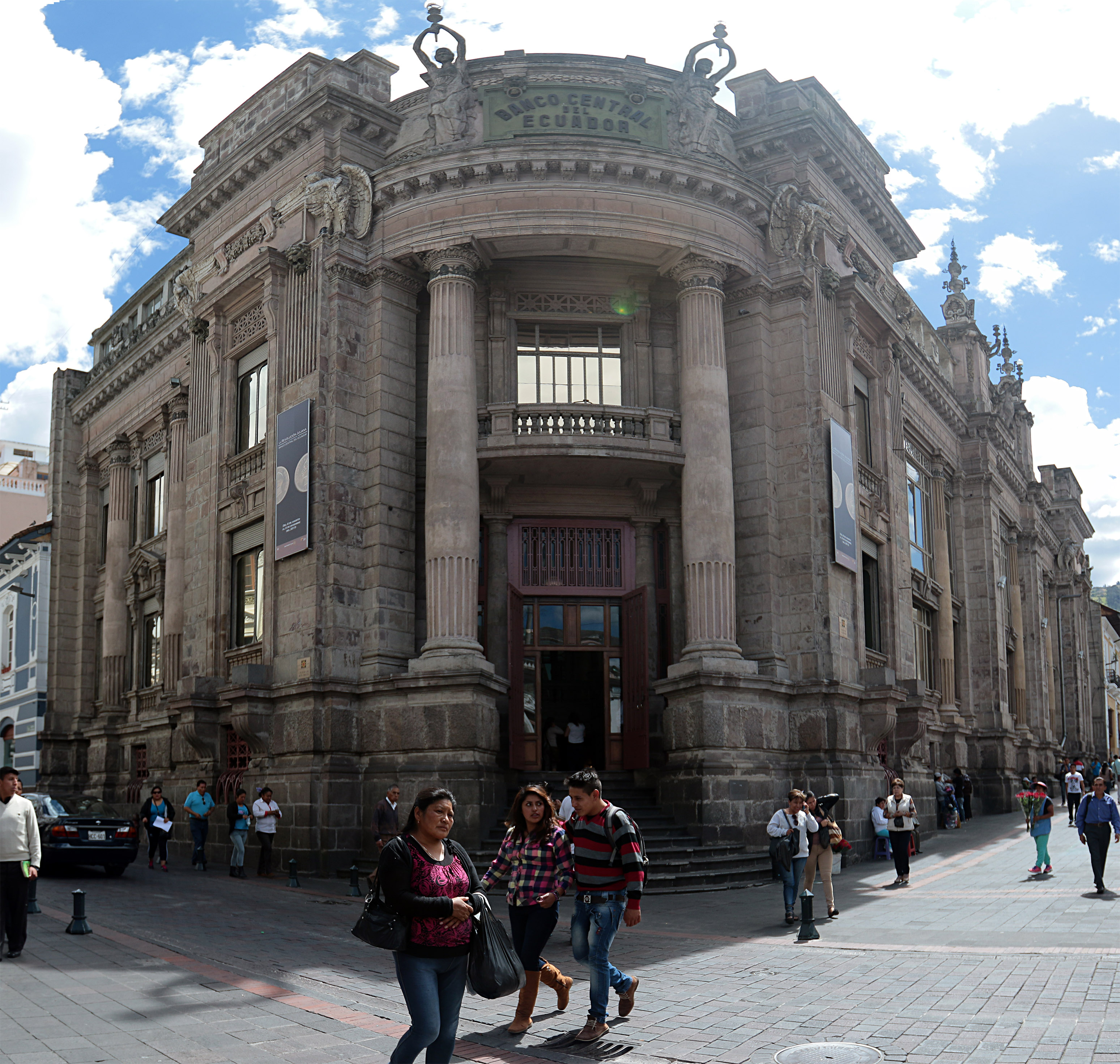
Banco Central del Ecuador

### Banco Central del Ecuador
Bereits während der Militärjunta begann die Planung für ein staatlich organisiertes Währungssystem mit einer Zentralbank. Diese Pläne wurden von Ayora in die Tat umgesetzt, und am 10. August 1927 wurde die bis heute existierende Zentralbank Banco Central del Ecuador eingeweiht. Münzen und Banknoten wurden von nun an exklusiv von der Zentralbank herausgegeben. Alle im Umlauf befindlichen Münzen wurden durch neue ersetzt. Noch heute wird das Wort Ayoras in der Umgangssprache als Synonym für Kleingeld benutzt. Es wurden in Birmingham und Philadelphia geprägte Münzen von einem Centavo bis 2 Sucres und von der American Bank Note Company gedruckte Noten von 5 bis 100 Sucres eingeführt. Ab 1944 wurden zusätzlich 500- und 1000-Sucres-Noten in Umlauf gebracht.
Ecuador durchlief im 20. Jahrhundert verschiedene politische und wirtschaftliche Krisen. Nach einer kurzen ölkrisebedingten Hausse in den 1970er Jahren ging es mit der ecuadorianischen Wirtschaft stetig, ab Mitte der 1990er-Jahre exponentiell, abwärts. Als Folge der Inflation wurden immer größere Noten ausgegeben und kleinere Denominationen durch Münzen ersetzt. 1987 wurden 5000-Sucres-Noten eingeführt, ab 1989 traten für die Denominationen 5, 10, 20 und 50 Sucres Münzen anstelle von Noten, und es wurden erste 10.000-Sucres-Noten ausgegeben. Anfang der 1990er-Jahre verschwanden die Centavos und 1-Sucre-Münzen wegen ihres geringen Werts. Ab 1995 werden die 100-, 500- und 1000-Sucres-Noten durch Münzen ersetzt und es werden 20.000- und 50.000-Sucres-Noten eingeführt.

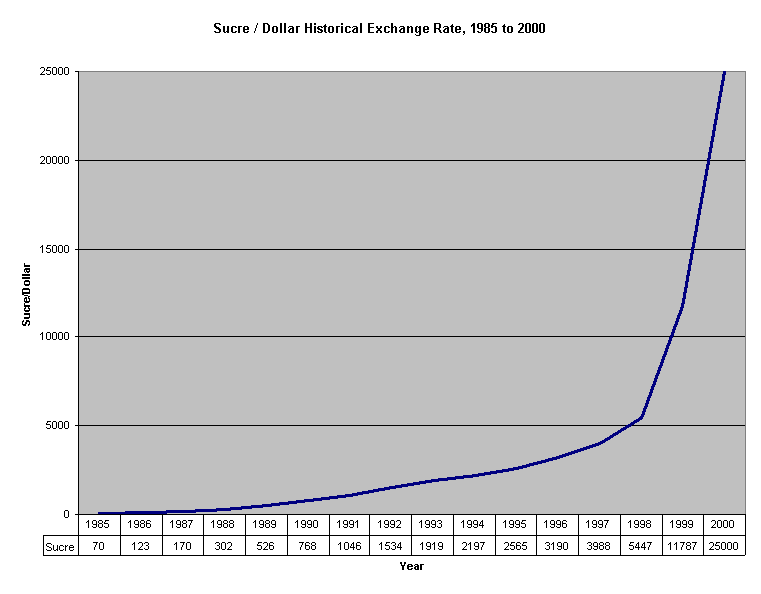
Entwicklung des Wechselkurses Sucres/Dollar von 1985 bis 2000

### Dollarisierung
Anfang 1999 entsprach 1 US-Dollar etwa 6.500 Sucres. Bei einer Inflationsrate von über 90 % verfiel der Wert bis Ende des Jahres auf ein Fünftel dieses Werts. Der kurz darauf abgesetzte ecuadorianische Staatspräsident Jamil Mahuad schlug am 9. Januar 2000 vor, den Sucre zugunsten des US-Dollars abzuschaffen. Dieser Vorschlag wurde von seinem Nachfolger Gustavo Noboa beibehalten und durchgeführt. Bei der Einführung des US-Dollars (Dollarisierung) konnte die Bevölkerung in einer Übergangsphase ihre Ersparnisse im Wert von 25.000:1 umtauschen. Wegen der falschen Festsetzung des Umrechnungskurses (45.000:1 wäre in etwa der richtige Kurs gewesen) und dem damit verbundenen starken Anstieg der (Dollar-)Geldmenge kam es temporär zu einer US-Dollar-Inflation. Dennoch führte die Dollarisierung schon nach kurzer Zeit zu einem Ende der hohen Inflation.

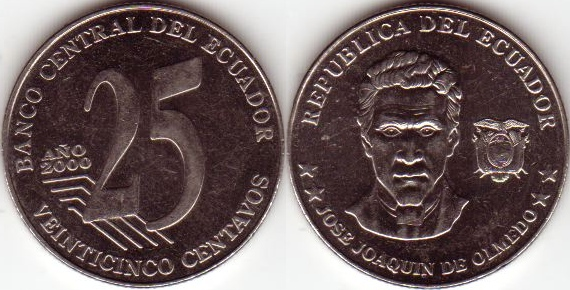
25 Centavos (= 1/4 US-Dollar)

Am 9. September 2000 wurde der Sucre endgültig durch den US-Dollar ersetzt. Zusätzlich zu den benutzten US-Noten und -Münzen prägt Ecuador weiterhin eigene Kleinmünzen mit der Denomination Centavo welche in Größe und Gewicht den US-Cents entsprechen. Die offizielle Bezeichnung für diese Münzen ist „Centavos del Sucre“ wobei festgelegt ist, dass 100 Centavos 25.000 Sucres (und somit einem US-Dollar) entsprechen (Siehe hierzu auch: Münzen Ecuadors). Obwohl das offizielle Zahlungsmittel der US-Dollar ist, existiert der Sucre nach dem Gesetz noch immer.

## Münzen & Banknoten
Sucre-Münzen und -Banknoten waren von 1884 bis zur Dollarisierung im Jahr 2000 im Umlauf. Seit 1927 wurden Münzen und Banknoten exklusiv von der Banco Central del Ecuador ausgegeben. Aufgrund der Ende der 1970er-Jahre einsetzenden exponentiellen Entwertung des Sucre wurden Ende der 1980er-Jahre die Denominationen 5 bis 50 Sucres und Mitte der 1990er-Jahre die Denominationen 100 bis 1000 Sucres durch Münzen ersetzt. Die noch 1988 geprägten 50-Centavos- und 1-Sucre-Münzen waren aufgrund ihres geringen Wertes bereits kurz darauf aus dem Umlauf verschwunden. Ende der 1980er-Jahre wurden 5000- und 10000- und Mitte der 1990er-Jahre 20000- und 50000-Sucres-Noten eingeführt.
Nach der Dollarisierung wurden Centavos del Sucre in par mit US-Cents mit den Denominationen von 1 bis 50 Centavos ausgegeben. Daneben sind US-Noten und -Münzen – inklusive der in den USA kaum benutzten 1-Dollar-Münze – im Umlauf. Weitere Informationen zu diesen Münzen sind im Artikel Münzen Ecuadors zu finden.

### Letzte Serie Sucres-Münzen
| Nennwert    | Bild        | Vorderseite                                                   | Rückseite                                     | Material           | Gewicht | Durchmesser | Münzstätte          |
| ----------- | ----------- | ------------------------------------------------------------- | --------------------------------------------- | ------------------ | ------- | ----------- | ------------------- |
| 50 Centavos | 50 Centavos | 50 Centavos                                                   | Wappen Ecuadors                               | vernickelter Stahl | 2,95 g  | 18 mm       | Royal Canadian Mint |
| 1 Sucre     | 1 Sucre     | Antonio José de Sucre                                         | Wappen Ecuadors                               | vernickelter Stahl | 3,05 g  | 20 mm       | Royal Canadian Mint |
| 5 Sucres    | 5 Sucre     | Bananenstrunk                                                 | Wappen Ecuadors                               | vernickelter Stahl | 5,25 g  | 22 mm       | Royal Canadian Mint |
| 10 Sucres   | 10 Sucre    | Valdivia Venus                                                | Wappen Ecuadors                               | vernickelter Stahl | 6,25 g  | 24 mm       | Royal Canadian Mint |
| 20 Sucres   | 20 Sucre    | Mitad del Mundo                                               | Wappen Ecuadors                               | vernickelter Stahl | 8,25 g  | 26 mm       | Royal Canadian Mint |
| 50 Sucres   | 50 Sucre    | Sonnenmaske der Tolita-Kultur (Wahrzeichen des Banco Central) | Wappen Ecuadors                               | vernickelter Stahl | 8,55 g  | 28 mm       | Royal Canadian Mint |
| 100 Sucres  | 100 Sucre   | Antonio José de Sucre (1997: 100)                             | Wappen Ecuadors (1997: Antonio José de Sucre) | Bimetall           | 3,6 g   | 19,5 mm     | Deutsche Nickel AG  |
| 500 Sucres  | 500 Sucre   | Isidro Ayora (1997: 500)                                      | Wappen Ecuadors (1997: Isidro Ayora)          | Bimetall           | 5,7 g   | 21,5 mm     | Deutsche Nickel AG  |
| 1000 Sucres | 1000 Sucre  | Eugenio Espejo (1997: 1000)                                   | Wappen Ecuadors (1997: Eugenio Espejo)        | Bimetall           | 7,2 g   | 23,5 mm     | Deutsche Nickel AG  |

### Letzte Serie Sucres-Banknoten
| Nennwert    | Bild        | Vorderseite                                     | Rückseite                                           | Größe       | Erstausgabe (Letzter Druck) |
| ----------- | ----------- | ----------------------------------------------- | --------------------------------------------------- | ----------- | --------------------------- |
| 5 Sucres    | 5 Sucre     | Antonio José de Sucre                           | Wappen                                              | 156 × 66 mm | 1983 (1992)                 |
| 10 Sucres   | 10 Sucre    | Sebastián de Benalcázar                         | Wappen                                              | 156 × 66 mm | 1988 (1992)                 |
| 20 Sucres   | 20 Sucres   | Kirche La Compañía de Jesús, Quito              | Wappen                                              | 156 × 66 mm | 1988 (1992)                 |
| 50 Sucres   | 50 Sucres   | Monumento a la Independencia, Quito             | Wappen                                              | 156 × 66 mm | 1988 (1992)                 |
| 100 Sucres  | 5000 Sucre  | Simón Bolívar                                   | Wappen                                              | 156 × 66 mm | 1992 (1992)                 |
| 500 Sucres  | 5000 Sucre  | Eugenio Espejo                                  | Wappen                                              | 156 × 66 mm | 1992 (1992)                 |
| 1000 Sucres | 1000 Sucre  | Rumiñahui                                       | Wappen                                              | 156 × 66 mm | 1992 (1992)                 |
| 5000 Sucre  | 5000 Sucre  | Juan Montalvo und Wappen der Provinz Tungurahua | Galapagos-Kormoran, -Pinguin und -Schildkröte       | 156 × 66 mm | 1987 (1995)                 |
| 10000 Sucre | 10000 Sucre | Vicente Rocafuerte                              | Quito: Unabhängigkeitsdenkmal und Präsidentenpalast | 156 × 66 mm | 1988 (1996)                 |
| 20000 Sucre | 20000 Sucre | Gabriel García Moreno                           | Wappen                                              | 156 × 66 mm | 1995 (1999)                 |
| 50000 Sucre | 50000 Sucre | Eloy Alfaro                                     | Wappen                                              | 156 × 66 mm | 1996 (1999)                 |